# Ельблонзький повіт
Ельблонзький повіт (пол. powiat elbląski) — один з 19 земських повітів Вармінсько-Мазурського воєводства Польщі.
Утворений 1 січня 1999 року в результаті адміністративної реформи.

## Загальні дані
Повіт знаходиться у західній частині воєводства.
Адміністративний центр — місто Ельблонг (має статус міста на правах повіту, до складу повіту не входить).
Станом на 1.01.2008 населення становить 56 400 осіб, площа 1415,58 км².

## Історія повіту

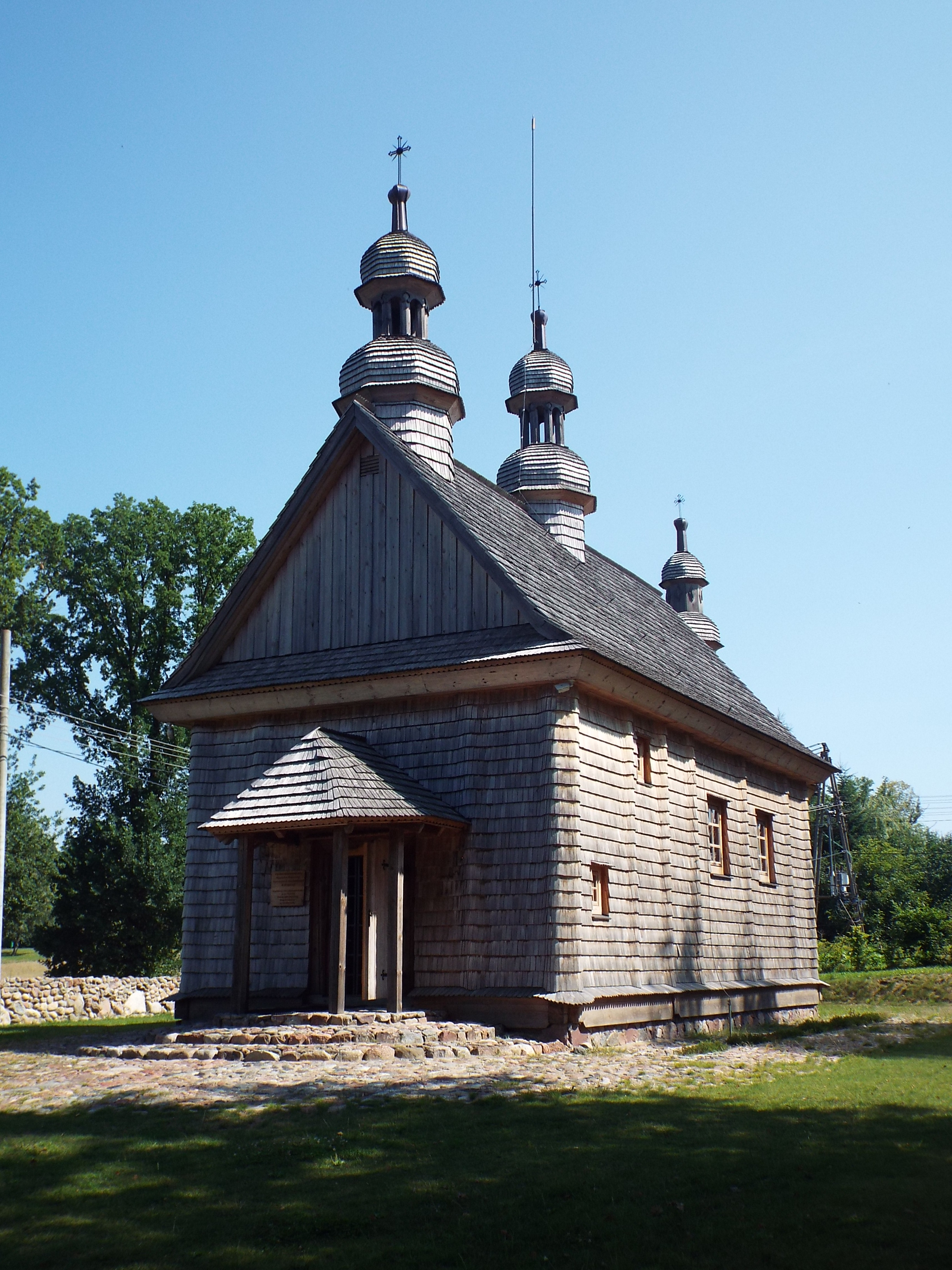
Перенесена в Ґодково відновлена церква Покрова Богородиці, фото 2018 р.

До 1945 р. найпівнічніший тріфт (Trift – ділянка) великого польдера на заході від Ельблонга – Ellerwalda (вільхового лісу) – Ellerwald V Trift (Józefowo) носила назву "Kozakentrift" – Козацький. 
У с. Сокольник під час Першої світової війни тут перебували полонені з Російської армії, що працювали під наглядом вахмана у місцевих селян. Вони мали кошари поблизу господарства Б. Доннера, що знаходився в яру річки Дони. У с. Сковрони після вересня 1939 р. було розміщено полонених з польського війська (в тому числі, імовірно, українців), які працювали на багатих бауерів. Для них збудували провізоричні бараки. Восени 1940 р. вони були замінені на французьких полонених. В січні 1945 р. за село йшли бої між Червоною армією та вермахтом. Радянські танки прийшли з боку с. Марково.
На терени повіту були депортовані 1197 українців з українських етнічних територій у 1947 році (т. з. акція «Вісла»). Ельблонзький повіт був найзаселенішим українцями в післявоєнному Гданському воєводстві. Селами повіту, де було розміщено депортованих українців є Шимбори, Божиново, Кшевськ, Жулвінець, Журавець, Озеро, Дружно, Єґловник, Новоткі, Новаково, Годково та ін. На території повіту досі існує українська громада.
Повіт входить до складу Ельблонзького деканату Української греко-католицької церкви з парафіями в Ельблонгу, Пасленку та Годково. Українські поховання наявні на цвинтарях в Озері та Звєжні.  

## Демографія
Демографічні дані повіту станом на 30.06.2005:
|       | Всього | Всього | Жінки  | Жінки | Чоловіки | Чоловіки |
| ----- | ------ | ------ | ------ | ----- | -------- | -------- |
|       | осіб   | %      | осіб   | %     | осіб     | %        |
| Повіт | 56 434 | 100    | 28 415 | 50,4  | 28 019   | 49,6     |
| Міста | 16 808 | 100    | 8717   | 51,9  | 8091     | 48,1     |
| Села  | 39 626 | 100    | 19 698 | 49,7  | 19 928   | 50,3     |